# Piper vellosoi
Piper vellosoi är en pepparväxtart som beskrevs av Truman George Yuncker. Piper vellosoi ingår i släktet Piper och familjen pepparväxter. Inga underarter finns listade i Catalogue of Life.